# John Deere 8200
Le John Deere 8200 est un tracteur agricole à quatre roues motrices produit par la firme John Deere.
Le tracteur, équipé d'un moteur d'une puissance de 210 ch DIN, est fabriqué de 1994 à 1999 dans l'usine américaine de Waterloo dans l'Iowa et il est disponible en Europe dès le début de sa production.

## Historique
Au début des années 1990, les concurrents de John Deere sont revenus au niveau du constructeur américain en matière de confort de conduite en proposant des cabines spacieuses et parfaitement insonorisées. Les moteurs ont fait beaucoup de progrès et surtout les tracteurs sont parfaitement adaptés au marché européen avec des puissances de relevage qu'exigent les lourds outils attelés.
John Deere, pour rester concurrentiel, se doit de répondre en proposant de nouveaux produits qui se démarquent de tous ceux qu'il a proposés depuis 1972, basés sur un même principe. Le John Deere 8200 fait partie de la série 8000 qui comprend quatre modèles et marque une profonde évolution technique et stylistique. L'architecture du tracteur est radicalement modifiée avec un moteur installé à cheval au-dessus du pont avant, ce qui améliore la répartition des masses, un relevage arrière puissant ; une cabine de nouvelle génération beaucoup plus spacieuse que la SG2 des précédents modèles est installée, ce qui permet d'y placer un siège passager confortable.

## Caractéristiques

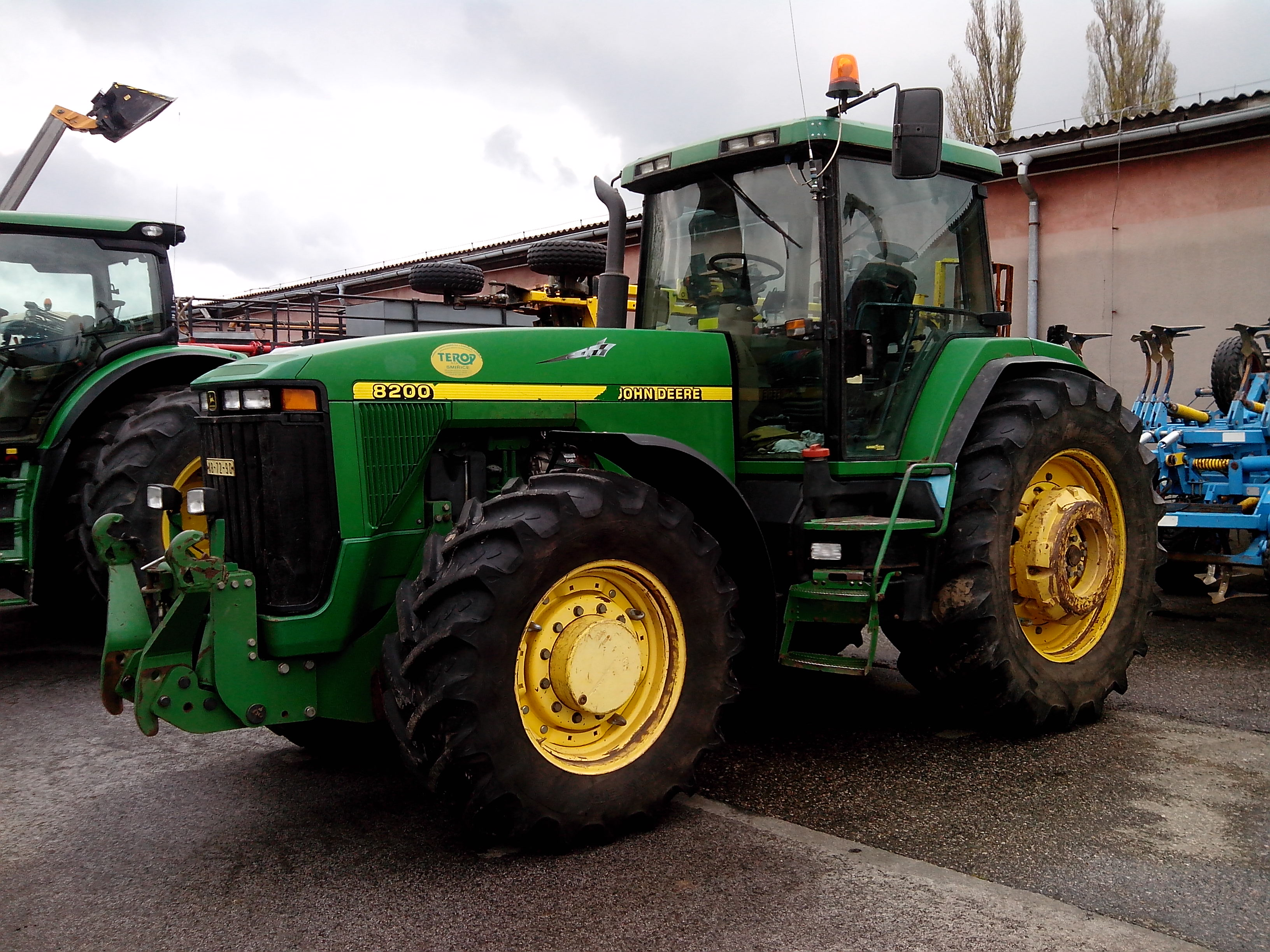
John Deere 8200 avec relevage avant.

Le moteur Diesel, produit par John Deere, à six cylindres en ligne d'une cylindrée totale de 7,636 l puis 8,148 l à partir de 1996 avec l'adoption d'un nouveau moteur, développe une puissance de 210 ch DIN à 2 200 tr/min. Les deux moteurs équipant successivement le 8200 sont pourvus d'un turbocompresseur et d'un intercooler. La position très avancée du moteur permet de réduire la largeur du capot moteur entre les roues avant et la cabine, d'améliorer l'angle de braquage de des roues (jusqu'à 52°) et donc d'augmenter la maniabilité de l'engin. À l'usage, les utilisateurs reprochent au 8200 de « danser » sur la route à vitesse élevée (40 km/h maxi) en raison du poids du moteur supporté par l'essieu avant non suspendu.
La boîte de vitesses servocommandée possède seize rapports avant répartis en trois groupes et cinq rapports arrière. L'unique levier de commande fonctionne de manière linéaire par impulsions sans que l'utilisation de l'embrayage soit nécessaire. Cette commande est un peu brutale lors des changements de sens et de groupe.
La puissance du relevage arrière permet de soulever des outils de plus 7,9 tonnes. Le tracteur peut aussi être équipé d'un relevage avant. Le tracteur possède une prise de force tournant à 540  ou   1 000 tr/min.
Le John Deere 8200 est, de série, un tracteur à quatre roues motrices dont le pont avant est entraîné par un arbre dans l'axe du tracteur, ce qui simplifie le dispositif et réduit son encombrement. Il peut, en option, être équipé d'un train de chenilles en caoutchouc à la place des roues, une première pour John Deere ; le tracteur est alors dénommé 8200T.
| Image externe |                                  |
|               | 8200T sur http://srhaylock.co.uk |

La cabine « Tech Center », insonorisée, suspendue et climatisée, est spacieuse (60 % plus grande que la SG2 qu'elle remplace) ; un siège passager est disponible en option. Toutes les commandes sont regroupées sur la droite du conducteur, en partie sur l'accoudoir du siège, en partie sur une console fixe ; le tableau de bord habituel, derrière le volant, a disparu.